# 펠레차노
펠레차노(이탈리아어: Pellezzano)는 이탈리아 캄파니아주 살레르노도에 있는 코무네이다.